# Îlet du Galion
L'Îlet du Galion est une petite île inhabitée de Martinique dans la baie du Galion. Elle appartient administrativement à La Trinité.

## Description
Situé à la pointe de la presqu'île de la Caravelle, de forme conique, il est entièrement boisé. Correspondant à la période de mise en place de la chaîne volcanique Vauclin/Pitault, il est en réalité une coulée de lave massive.